# Vândalos

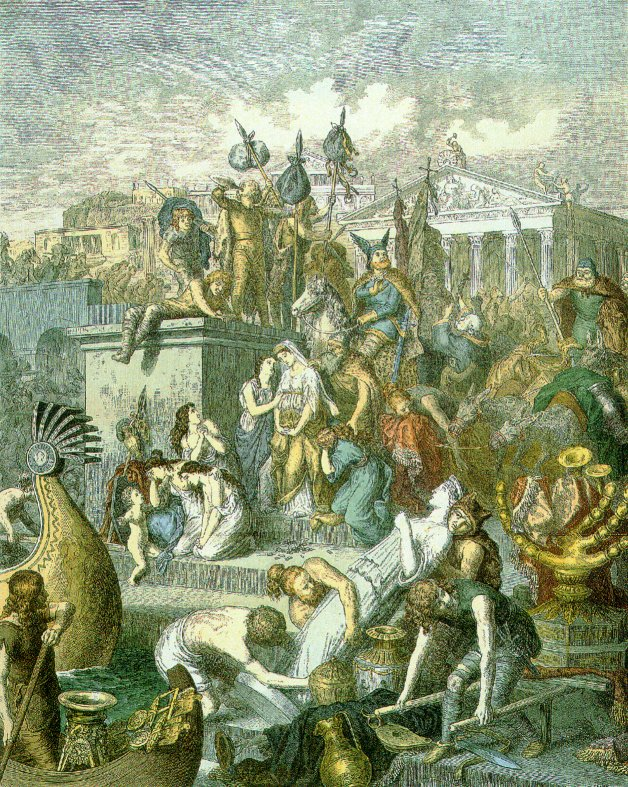
Saque de Roma pelos vândalos em 455
Entalhe e policromia em aço de Heinrich Leutemann (c. 1860–1880)

Os vândalos eram uma tribo germânica oriental que penetrou no Império Romano durante o século V, entrando na Gália, atravessando a Ibéria e conquistando o norte da África, onde criaram um Estado, estabelecendo a sua capital em Cartago, uma antiga cidade fenícia que fora ocupada pelos romanos desde o fim das Guerras Púnicas. A localização de Cartago às margens do Mediterrâneo era estratégica para os vândalos. Ali centralizaram seu Estado, e logo após se estabelecerem, saquearam Roma no ano de 455, destruindo muitas obras primas de arte que se perderam para sempre.

## Etimologia
Supostamente do alemão antigo wandeln, "vagar". Uma das várias teorias sobre a origem do nome Andaluzia (ver Al-andalus § Etimologia) está ligado aos vândalos, que ocuparam a região (Al-Andalus sob o domínio muçulmano), na Península Ibérica temporariamente antes de migrarem para a África, formulada primeiramente por Reinhart Dozy. Nesta teoria, o som /v/, ausente na língua árabe, terá em consequência sido truncado do latim Vandalus (vândalo) / Vandalicia (terra dos vândalos) (latim tardio, v pronunciado /v/), que vem de Vandalius /  (latim clássico, v pronunciado /u/). Como termo de possível transição, encontramos o étimo "al-Fandalus" na obra Muqaddimah de Ibne Caldune, a referir-se aos vândalos. Na elaboração de Werner Wycichl desta teoria, esta truncagem teria sido primeiramente feita pelos berberes que viriam a acompanhar os árabes na sua conquista. Os berberes entenderiam o som /u/ como uma inflexão no genitivo de "andalus", seguindo o que define o caso genitivo no berbere, e teriam longo histórico de contacto com os vândalos aquando a sua presença em África.

## História

### Origens

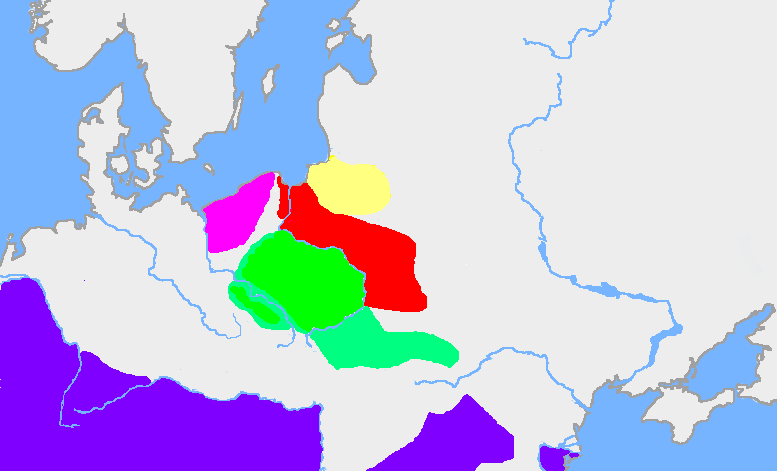
Norte da Europa e Báltico no século III
Cultura Debczyn
Cultura Przeworsk
Cultura Wielbark (godos)
Cultura báltica (Aesti?)
Império Romano

A primeira referência conhecida aos vândalos foi feita por Tácito, no ano de 98, assinalando a presença dos "Vandilios" na região entre os rios Oder e Vístula, na Germânia. Jordanes, no século VI, acrescentou que os vândalos e os rúgios tinham sido deslocados pela chegada dos godos.
| “                                 | Quidam, ut in licentia vetustatis, pluris deo ortos plurisque gentis appellationes, Marsos Gambrivios Suebos Vandilios adfirmant, eaque vera et antiqua nomina. | ” |
| — Tacitus, Germania, II, século I | |   |

Embora não haja provas históricas, a similaridade de nomes tem sido usada para sugerir como terras natais para os vândalos Hallingdal na Noruega, Vendel na Suécia e Vendsyssel na Dinamarca. Segundo essas ideias, há quem suponha que os vândalos teriam cruzado o mar Báltico e entrado nos territórios da atual Polônia em algum momento do século II a.C., e se teriam fixado na Silésia por volta de 120 a.C..
Esta tradição apoia a identificação dos vândalos com a cultura Przeworsk, no século III, e desde então a cultura Wielbark gótica teria substituído um braço daquela cultura. Controvérsias envolvem as potenciais conexões entre os vândalos e outra possivelmente tribo germânica, os lúgios. Alguns acadêmicos acreditam que ou lúgios era um antigo nome dos vândalos ou os vândalos eram parte da confederação lígia.
Na Idade Média, havia uma crença popular de que os vândalos eram ancestrais dos poloneses. Essa crença teve origem provavelmente devido a dois fatores: o primeiro, por se confundir os vênedos com os vândalos, e o segundo, porque tanto vândalos como vênedos nos tempos antigos viviam nas áreas depois ocupadas pelos poloneses.

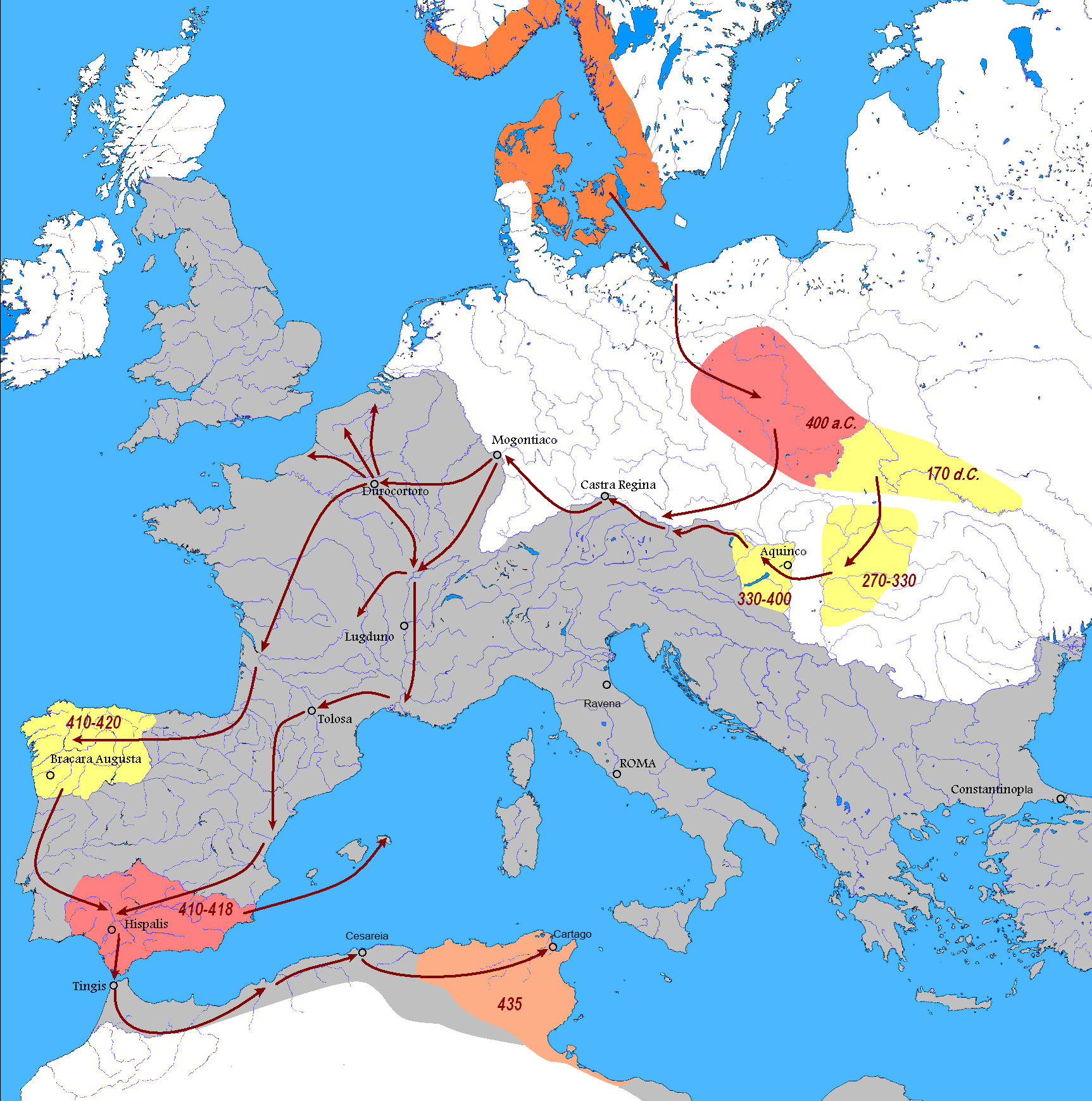
Migração dos vândalos

Em 796, nos Annales Alamanici, pode-se encontrar um resumo dizendo: Pipinus ... perrexit in regionem Wandalorum, et ipsi Wandali venerunt obvium ("Pepino partiu à região dos vândalos, e os vândalos não se opuseram a ele"). Nos Annales Sangallenses, a mesma incursão (contudo, datada em 795) é resumida em uma pequena mensagem, Wandali conquisiti sunt ("Os vândalos foram conquistados"). Isto significa que os escritores do início da Idade Média deram o nome de vândalos aos ávaros.
Os vândalos se subdividiam nos silingos e nos asdingos. Os silingos viviam na região conhecida por séculos como Magna Germânia, na atual Silésia. No século II, os asdingos, liderados pelos reis Raus e Rapt (ou Rhaus e Raptus), deslocaram-se para o sul, e atacaram inicialmente os romanos na região do baixo Danúbio, depois entraram num acordo de paz e se estabeleceram a oeste na Dácia (Romênia) e na Hungria romana.

### Introdução no Império Romano
Em 400 ou 401, possivelmente por causa de ataques dos hunos, os vândalos, sob o rei Godigisel, junto com aliados (Sármatas, Alanos e suevos germânicos) mudaram-se para o oeste no território romano. Alguns dos silingos se juntaram a eles mais tarde. Os vândalos invadiram a província romana da Récia no inverno de 401/402. A partir disso, o historiador Peter Heather conclui que neste momento os vândalos estavam localizados na região em torno do Danúbio Médio e Superior.

### Gália
Os vândalos viajaram para oeste margeando o rio Danúbio, mas quando eles alcançaram o Reno, encontraram a resistência dos francos, que habitavam e controlavam as possessões romanas no norte da Gália. Cerca de 20 000 vândalos, inclusive o rei Godigisel, morreram na batalha com os francos, mas com a ajuda dos alanos eles conseguiram derrotar os francos, e em 31 de dezembro de 406, os vândalos cruzaram o Reno para invadir a Gália. Sob o comando do filho de Godgisel, Gunderico, os vândalos pilharam e saquearam seu caminho para oeste e para o sul através da Aquitânia.

### Península Ibérica

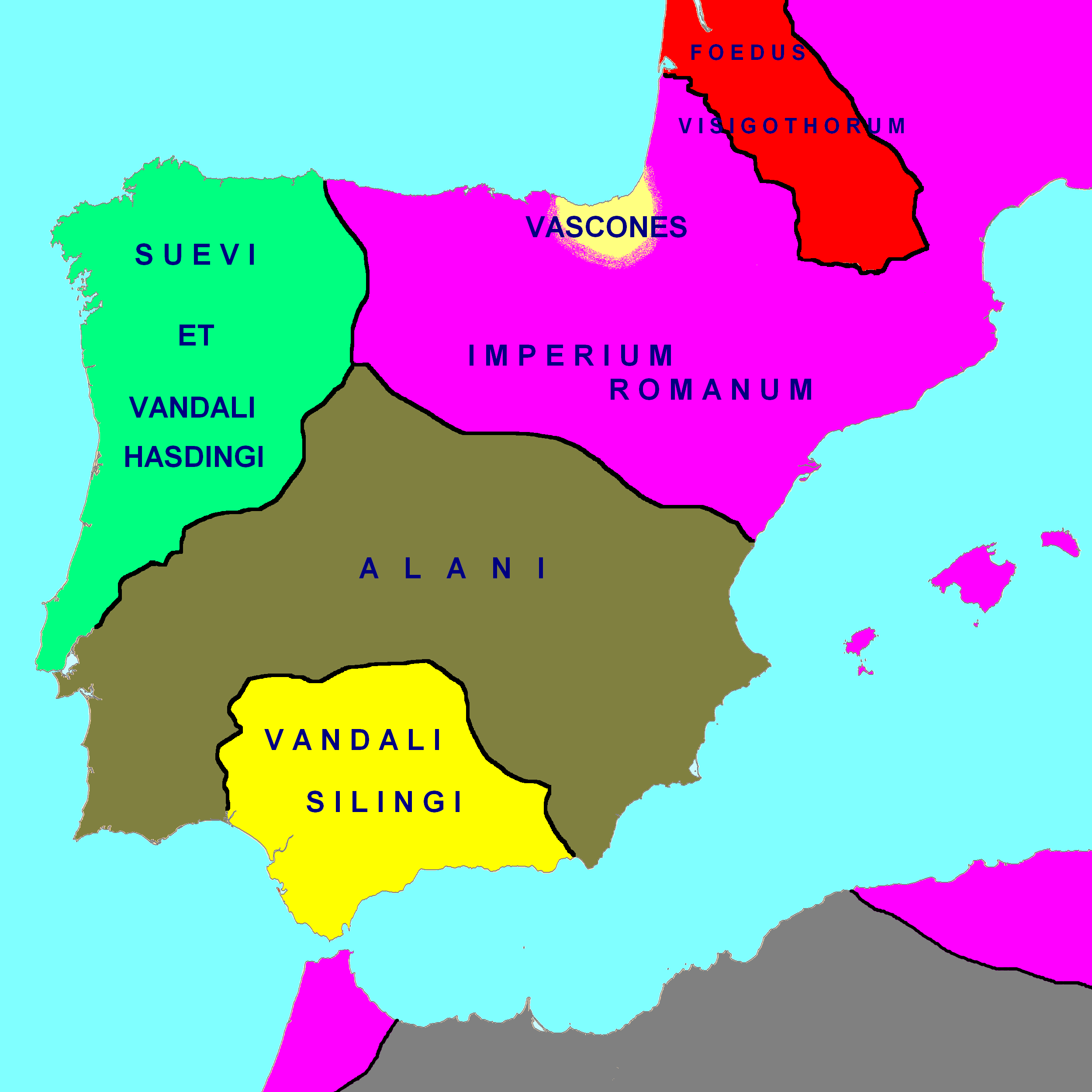
Os vândalos na Península Ibérica, no século V
Império Romano
Suevos e vândalos asdingos
Visigodos
Vândalos Silingos
Alanos

Em outubro de 409, os vândalos cruzaram os Pirenéus penetrando na Península Ibérica. Lá eles receberam terras dos romanos, como federados, na Galécia (a noroeste) os asdingos, e os Silingos na Bética (no sul), enquanto os Alanos receberam terras na Lusitânia (a oeste) e na região em torno de Nova Cartago. Os vândalos asdingos foram derrotados pelos suevos e romanos nos montes "nervasi". Gunderico e o seu exército fogem para a Bética, perseguidos pelos romanos, onde Gunderico se tornou rei dos vândalos Silingos. Ainda, os suevos, que também controlaram parte da Galécia, e os visigodos, que invadiram a Ibéria antes, receberam terras na Septimânia (sul da França), esmagando os alanos, dos quais os sobreviventes saudaram Gunderico como seu rei. Os Vândalos são expulsos da Península Ibérica pelo exército visigodo. Eles então optam, em boa parte, por fugir para o norte da África em 429.

## Reino no Norte da África
O meio irmão de Gunderico, Genserico, começou construindo uma esquadra naval vândala. Em 429, depois de se tornar rei, Genserico cruzou o estreito de Gibraltar e se deslocou a leste com o objetivo secreto de tomar Cartago, a antiga e poderosa cidade fenícia que estava sob controle de Roma desde o fim das Guerras Púnicas.
Em 435, os romanos haviam lhes concedido alguns territórios no norte da África, mas em 439, Genserico levou a cabo seu plano e ocupou Cartago, que sem resistência caiu ante os vândalos. Genserico então transformou o reino dos vândalos e alanos num estado poderoso. A capital oficial do novo estado era Saldas, atual Bugia, no norte da Argélia), mas o centro de suas operações era a recém conquistada Cartago, que localizada às margens do Mediterrâneo levou a conquista da Sicília, da Sardenha, da Córsega e das Ilhas Baleares pelos vândalos. Esta presença vândala no norte da África e nas ilhas conquistadas foi letal para o Império Romano do Ocidente, o que facilita a sua queda. O trigo da África e da Sicília deixou de aprovisionar a Península Itálica e também houve uma dificuldade para chegar até a Península Ibérica pelos romanos. Até a invasão dos vândalos, a África era a fonte de abastecimento de Roma.
O Império romano do oriente, esperando desalojar os invasores, sofreu um desastre naval em 468 e, a partir dessa data, admitiu o fato consumado: um tratado de 474 consagrou definitivamente as boas relações entre Bizâncio e os vândalos, que representavam uma grande potência marítima no Mediterrâneo ocidental.
A realeza vândala é originária de uma aristocracia militar, detentoras dos grandes domínios públicos e privados da antiga África romana. A administração romana, regional e local, incluindo até mesmo a utilização, em benefício do novo culto real, das antigas assembleias provinciais de tradição imperial é aproveitada pelos vândalos. Esse mesmo interesse pelo tradicionalismo latino afetou ainda a estrutura agrária, sendo engenhosamente preservadas as antigas leis romanas que regiam a organização camponesa, principalmente a Lex Manciana.

### Saque de Roma

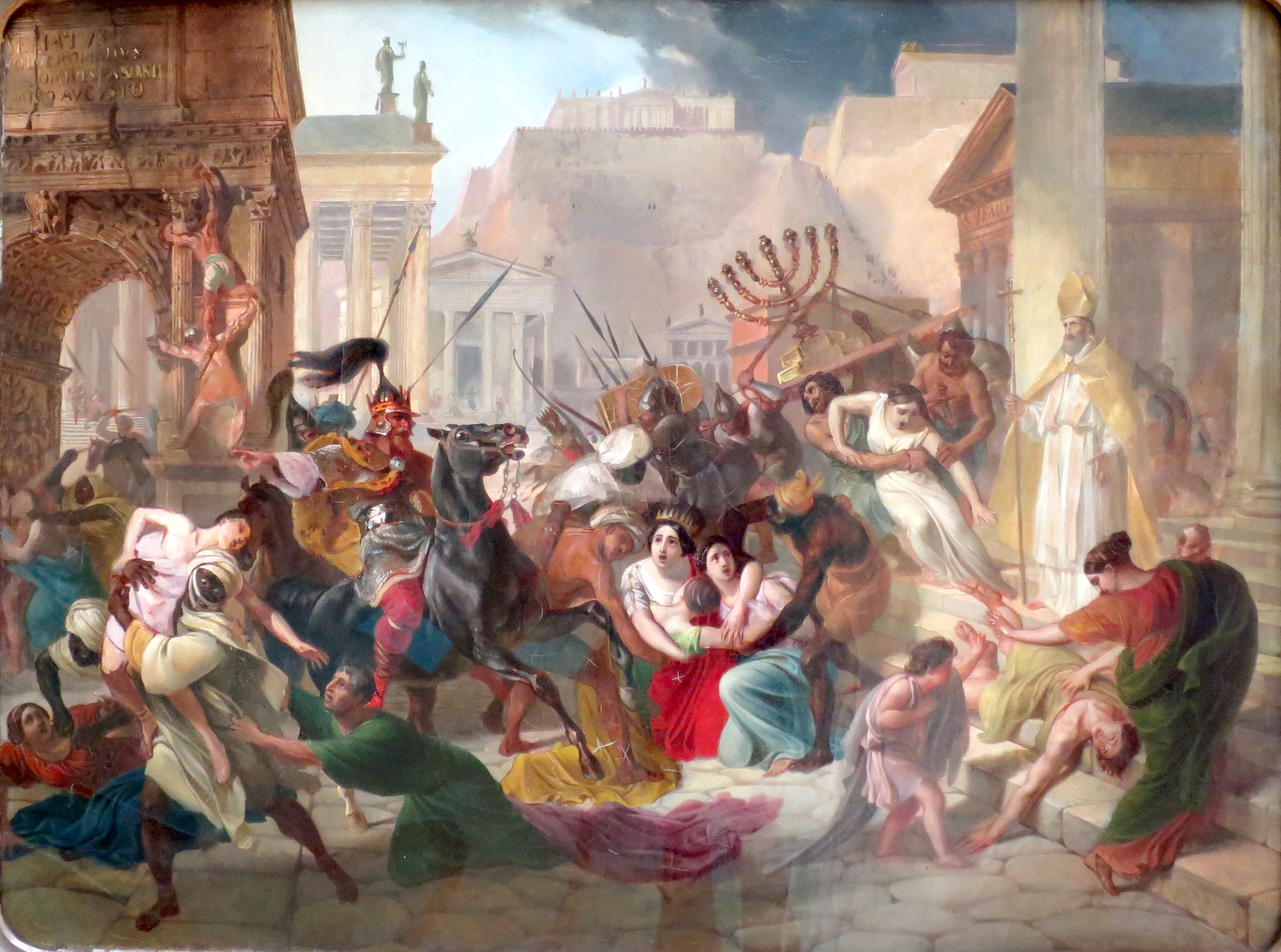
Genserico saqueando Roma; pintura de Karl Briullov (1833-1836)

Em 455, os vândalos tomaram Roma e saquearam a cidade por duas semanas, começando em 2 de junho. Eles partiram com valores incontáveis. Em 468, resistiram ao ataque de uma grande frota enviada contra eles pelo Império Romano do Oriente. Eles promoveram perseguição aos cristãos católicos e o confisco pleno das terras senatoriais, diferente dos visigodos que apreenderam apenas 2/3 das terras.

### Consolidação
Como resultado do saque de Roma e à pilhagem no Mediterrâneo, tornou-se importante para o Império Romano destruir o reino vândalo. Tanto o império Ocidental (em 460) quanto o Oriental (em 468) enviaram frotas contra os vândalos. Os vândalos capturaram a frota ocidental e destruiu a Oriental usando navios de fogo. Após o ataque, os vândalos tentaram invadir Peloponeso, mas foram rechaçados pelos maniotas em Cenípolis com pesadas perdas. Em retaliação, os vândalos tomaram 500 reféns em Zacinto, os cortaram e jogaram seus pedaços no mar a caminho de Cartago.
Em 470, os romanos abandonaram sua política de guerra contra os vândalos. O general do império ocidental Ricimero chegou a um acordo com eles, e em 476 Genserico foi capaz de concluir uma "paz perpétua", com Constantinopla. As relações entre os dois estados assumiram uma aparência de normalidade. De 477 em diante, os vândalos produziram sua própria moeda, restrito às moedas de baixa denominação feitas de bronze e prata. O dinheiro imperial de alta denominação foi mantido, demonstrando, nas palavras do historiador Merril "relutância em usurpar a prerrogativa imperial".
Embora os vândalos tenham rechaçado ataques de romanos e assim conquistando hegemonia sobre as ilhas do Mediterrâneo ocidental, eles foram menos bem sucedidos em seu conflito com os berberes. Situados ao sul do reino vândalo, os berberes infligiram duas grandes derrotas aos vândalos no período de 496-530.
Tudo indica que as relações externas foram prósperas, e o conjunto das possessões vândalas pôde ser qualificado de “império do trigo”. São testemunho da riqueza das classes dominantes as finas joias de estilo germânico, por vezes encontradas em Hipona, Cartago, Thuburbo Maios e Mactar. Vale ressaltar que não é possível traçar uma fronteira correta para determinar o domínios dos vândalos, uma vez que eles sofrem ataques de rebeldes norte-africanos. Apesar disso, os vândalos não se adaptaram bem ao território, sobretudo no campo social e religioso.

### Tensões religiosas
Por volta do ano de 400, os vândalos já haviam sido cristianizados. Muitos, como os godos já o haviam feito, adotaram o arianismo, uma corrente que negava a Santíssima Trindade, em oposição à principal corrente do cristianismo do Império Romano.
As diferenças de visão entre os arianos adotada pelos vândalos e a principal corrente eram uma constante fonte de tensões no estado africano. A maioria dos reis vândalos, exceto Hilderico, perseguiu os católicos trinitários, assim como os seguidores do donatismo, outra corrente cristã. Embora o catolicismo fosse raramente proibido oficialmente (com os últimos meses do reinado de Hunerico sendo uma exceção), eles eram proibidos de fazer conversões entre os vândalos.

## Declínio

Reino Vândalo-Alano em 526

Com a morte de Genserico em 477, seu filho Hunerico se tornou rei. O reinado de Hunerico foi mais notável por suas perseguições religiosas contra os maniqueístas e os católicos. Guntamundo (486-496) buscou a paz interna com os católicos. No campo externo, o poder vândalo havia declinado desde a morte de Genserico e Guntarmundo perdeu grandes partes da Sicília para os ostrogodos, sendo obrigado a se opor à crescente pressão dos mouros.
Os vândalos aliaram-se por casamento com os godos no reinado de Teodorico, o Grande, rei dos ostrogodos e regente dos visigodos.
Hilderico (523-530) foi o mais amistoso dos reis vândalos em relação aos católicos. Contudo, ele tinha pouco interesse na guerra, deixando esse assunto para um membro da sua família, Hoamer. Quando Hoamer sofreu uma derrota contra os mouros, a facção ariana dentro da família real liderou uma revolta, e Gelimero (530-533) se tornou rei. Hilderico, Hoamer e seus parentes foram mandados à prisão.

## Fim turbulento
O imperador bizantino Justiniano I declarou guerra aos vândalos. A ação foi liderada por Belisário. Tendo ouvido que a maior parte da frota vândala estava em combate numa revolta na Sardenha, ele desembarcou em solo tunisiano e avançou em direção a Cartago. No final do verão de 533, o rei Gelimero encontrou Belisário a dezesseis quilômetros ao sul de Cartago na Batalha de Cartago. Os vândalos estavam vencendo a batalha, mas quando o sobrinho de Gelimero, Gibamundo, caiu na batalha, os vândalos desistiram e fugiram. Belisário tomou Cartago enquanto os vândalos sobreviventes ainda lutavam.
Em 15 de dezembro de 533, Gelimero e Belisário novamente se enfrentaram em Tricamaro, a cerca de 32 quilômetros ao sul de Cartago. Novamente, os vândalos estavam vencendo mas falharam, desta vez quando Tzazo, o irmão de Gelimero, caiu na batalha. Belisário avançou para Hipona (atual Annaba, na Argélia), segunda cidade em importância do reino vândalo. Em 534, Gelimero se rendeu ao conquistador romano, pondo fim ao reino dos vândalos.

## Lista de reis
Lista de reis dos vândalos, segundo Nicolas Lenglet-Dufresnoy
Os vândalos entraram na Hispânia em 409, e na África em 429.
- Godigisel
- 406 - Gunderico, por 22 anos
- 429 - Genserico, por 37 anos e 3 meses
- 476 - Hunerico, por 7 anos e 10 meses
- 484 - Guntamundo, por 11 anos e 9 meses
- 496 - Trasamundo, por 16 anos e 8 meses
- 523 - Hilderico, por 7 anos e 3 meses
- 530 - Gelimero, por 4 anos

Em 534, Gelimero foi derrotado e capturado por Belisário, general de Justiniano. A África se tornou província do Império Romano do Oriente até o século VII.

## Língua vândala
Muito pouco é conhecido sobre a língua vândala em si, que era do ramo linguístico da língua germânica. Os godos deixaram para trás apena um corpus de texto do tipo da língua germânica do leste: uma tradução de Evangelhos do século IV.

## Legado
O termo "vandalismo" como sinônimo de espírito de destruição foi cunhado no final do século XVIII, em janeiro de 1794,  por Henri Grégoire, bispo constitucional de Blois; ele cunhou o termo e o tornou comum através de uma série de relatórios para a Convenção, denunciando a destruição de artefatos culturais como monumentos, pinturas, livros que estavam sendo destruídos como símbolo de um ódio ao passado de feudalismo, "tirania da realeza" e "preconceito religioso", durante o Reino do Terror. Em seu livro Memoirs, ele escreveu: "Inventei a palavra para abolir o ato".
O termo "vândalo" torna-se uma adjetivação negativa, enquanto isso não acontece com outros povos germânicos. Essa construção tem influência da história eclesiástica, sobretudo de Próspero de Aquitânia. O autor, que estava na cidade durante o saque de Roma de 455, contribuiu para a negativação por meio de suas descrições que ressaltam os "barbarismos". Próspero é claramente antiariano, antivândalo e tem muita influência no fato de o substantivo Vândalo ter se tornado um adjetivo. Nesse contexto, o cristianismo ariano não trinitário também não foi bem visto pelos católicos que assumiram uma postura dominante no poder e na historiografia.